# República Soviètica de la Mar Negra
La república Soviètica de la Mar Negra fou un efímer estat bolxevic que va existir a la costa caucàsica de la mar Negra el 1918.
El territori de la costa de la Mar Negra al sud del riu Kuban i fins al Caucas havia estat colonitzat principalment pels anomenats Cosacs de la Mar Negra que formaven un cercle cosac. Després de la revolució el poder va passar a un comissari. El novembre de 1917, en enfonsar-se tota autoritat, els cosacs de la Mar Negra es van trobar virtualment independents però mai van proclamar la independència com van fer els cosacs del Kuban. Els bolxevics van triomfar a Tuapsé, i el 10 de març de 1918 van proclamar la república soviètica sota direcció del bolxevic jueu Avram Izrailevitx Rubin. Novorossisk i altres ciutats els van secundar. Una part dels cosacs els va donar suport. El maig, davant de l'avanç alemany cap al Caucas nord, el soviet de Tuapsé va decidir la unió amb el soviet d'Ekaterinodar (República Soviètica del Kuban), que es va fer efectiva el 30 de maig, creant-se la república Soviètica del Kuban - Mar Negra